# László Hoffmann
László Hoffmann, madžarski rokometaš, * 29. junij 1958.
Leta 1988 je na poletnih olimpijskih igrah v Seulu v sestavi madžarske rokometne reprezentance osvojil 4. mesto.